# Miikka Ilo
Miikka Ilo (Turku, 9 mei 1982) is een Fins voormalig voetballer die als aanvaller speelde.
Ilo speelde het grootste deel van zijn loopbaan in Finland maar kwam tussen 2001 en 2005 uit voor Telstar en SC Cambuur in Nederland.